# Ничипорук, Александр Олегович
Алекса́ндр Оле́гович Ничипору́к (род. 16 февраля 1957, Москва) — российский предприниматель, глава компании «Алроса» в 2004—2007 годах.

## Биография
Родился 16 февраля 1957 года в Москве.
В 1980 году окончил Московский финансовый институт по специальности «международные экономические отношения».
В 1984 году окончил аспирантуру Института мировой экономики и международных отношений АН СССР и защитил диссертацию на степень кандидата экономических наук по теме «Ссудный капитал в экономике ФРГ».

## Карьера
В 1983—1991 годах работал в ИМЭМО АН СССР, где был младшим научным сотрудником, учёным секретарём института. В 1991—1994 годах был представителем ИМЭМО в ФРГ.
C 1993 по 1995 год Ничипорук являлся членом коллегии министерства финансов РФ и советником министра финансов Бориса Фёдорова, с которым в институте учился на одном курсе.
В 1995 году занял пост председателя правления Банка развития предпринимательства.
В 2003 году стал вице-президентом «Алроса», а на следующий год возглавил компанию.
Под его руководством по поручению президента РФ была проведена федерализации компании (доля акций повышена с 35 % до 51 %); прибыль компании возросла с 3 млн в 2003 году до 700 млн долл. в 2006 году; была создана сеть компаний по реализации алмазов в США, Анголе, Гонконге, ОАЭ, Израиле, Швейцарии; урегулированы в пользу компании все антимонопольные процедуры, инициированные Европейской комиссией по факту сотрудничества с De Beers.
В 2007 году Ничипорук покинул пост президента компании.
В 2008—2013 годах был председателем наблюдательного совета Банка развития предпринимательства.
С 2013 года является исполнительным директором компании «ПромРезервТорг».

## Семья
У Ничипорука трое детей: сыновья Артём (род. 1980) и Александр (род. 2012), и дочь Олеся (род. 1982).